# Asexualité grise

Drapeau de la graysexualité

L'asexualité grise, sexualité grise ou graysexualité (également orthographiée greysexualité) est le concept et la communauté d'individus placés entre l'asexualité et la sexualité,.
Les personnes qui s'identifient à l'asexualité grise sont désignées comme étant A-gris,. D'autres termes désignant la même chose que l'asexualité grise sont les suivants : « hyposexuel » et « intensité sexuelle basse » mais en réalité ces termes se rapportent à la libido alors que l'asexualité grise est le fait d'avoir rarement une attirance sexuelle donc l'attirance qui pousse à pratiquer le coït, envers les gens.

## Définitions
L'Asexuality Archive écrit que le terme « A-gris » est intentionnellement vague. L'asexualité grise est considérée comme la zone grise entre l'asexualité et la sexualité dans laquelle une personne peut « parfois éprouver une attirance sexuelle. » Le terme A-gris est également considéré comme un éventail d'identités, y compris demisexuel.
Le spectre A-gris comprend généralement les personnes qui « subissent l'attraction sexuelle très rarement, que dans des circonstances spécifiques, ou d'une intensité si faible qu'elle est ignorable. » Sari Locker, un éducateur sexuel au Teachers College de l'université Columbia, a fait valoir lors d'un entretien que les asexuels-gris « sentent qu'ils sont dans la zone grise, entre l'asexualité et l'intérêt sexuel plus typique. » En outre, ceux qui « ne sont pas sûr si, oui ou non, ce qu'ils vivent est de l'attirance sexuelle » sont également inclus dans le cadre des asexuels.
L'asexualité-grise est également liée à la demisexualité, qui se réfère à ceux qui « peuvent éprouver une attirance sexuelle secondaire après la formation d'un lien affectif étroit. » L'Asexuality Archive définit la demisexualité comme la capacité « de ressentir de l'attraction sexuelle après » avoir « développé un lien affectif étroit avec quelqu'un. »

## Orientation affective
L'orientation affective d'un A-gris peut varier, parce que les identités sexuelles et amoureuses ne sont pas nécessairement liées. Alors que certains sont aromantiques, d'autres sont hétéroromantiques, biromantiques, ou encore panromantiques. Quelle que soit l'orientation romantique, ils sont en mesure de développer des relations avec d'autres personnes,.

## Communauté

Drapeau asexuel, dans lequel le gris représente la sexualité grise.

L'émergence de communautés en ligne, telles que la Asexual Visibility and Education Network (AVEN) ou des sites de blogs tels que Tumblr, a pu créer des lieux de discussions à propos de l'orientation des A-gris,. Les A-gris sont notées pour la diversité de leurs expériences de l'attraction sexuelle ; les individus de la communauté peuvent partager leur identification dans le spectre. Un drapeau noir, gris, blanc, et violet est couramment utilisé pour désigner la communauté asexuelle. La partie grise représente la place de la sexualité grise au sein de la communauté. 

## Recherche
L'asexualité est un sujet de recherche relativement nouveau,. Il y a eu, cependant, certains cas de sexualité grise étant inclus dans la recherche sur l'asexualité, tel que celle de Caroline H. McClave de l'Université Columbia. Dans sa thèse, McClave définit la « sexualité grise » comme « les gens qui subissent l'attraction sexuelle, mais qui préfèrent n'avoir aucune activité sexuelle. »
Ceux qui s'identifient comme A-gris ont tendance à pencher vers le côté plus asexuel du spectre.